# Dugesia elegans
Dugesia elegans és una espècie de triclàdide dugèsid que habita l'aigua dolça de l'illa de Rodes, Grècia. Aquesta espècie de Dugesia, de la qual només es coneixen espècimens sexuals, presenta una dotació cromosòmica de 2n=16, únicament amb cromosomes metacèntrics.